# Distrito electoral federal 5 de la Ciudad de México
El V Distrito Electoral Federal de Ciudad de México es uno de los 300 distritos electorales en los que se encuentra dividido el territorio de México y uno de los 24 en los que se divide Ciudad de México. Su cabecera es la alcaldía de Tlalpan.
Desde la redistritación de 2005 está formado por el extremo norte de la Alcaldía de Tlalpan, ocupando la mayor parte de la zona urbana de esta demarcación territorial. Abarca la zona de Loreto y Peña Pobre, Cuicuilco, Coapa, Acoxpa, Cuemanco, Pueblo Quieto (Zona de Hospitales) y el pueblo de San Lorenzo Huipulco.

## Distritaciones anteriores
El V Distrito de Ciudad de México (entonces Distrito Federal) surgió para la conformación del Congreso Constituyente de 1856, con Miguel Buenrostro como representante al Constituyente y primer representante al Congreso de la Unión por la I Legislatura.

### Distritación 1978 - 1996
Para la distritación de mayo de 1978, el V Distrito se ubicó entre las delegaciones Cuauhtémoc y Venustiano Carranza.

### Distritación 1996 - 2005
De 1996 a 2005 el V Distrito estaba conformado por extremo norte de la Delegación Miguel Hidalgo, en los límites de esta y la de Azcapotzalco.

## Diputados por el distrito
| Diputado                     | Diputado                         | Grupo parlamentario          | Legislatura    | Periodo     |
| ---------------------------- | -------------------------------- | ---------------------------- | -------------- | ----------- |
|                              | Miguel Buenrostro                |                              | Constituyente  | 1856 - 1857 |
| I                            | Miguel Buenrostro                | 1857 - 1861                  |                |             |
| Sin representación distrital | Sin representación distrital     | Sin representación distrital | II             | 1861 - 1863 |
|                              | Felipe Buenrostro                |                              | III            | 1863 - 1865 |
|                              | Manuel Rojo                      |                              | IV V           | 1867 - 1871 |
| Vacante                      | Vacante                          | Vacante                      | VI             | 1871 - 1873 |
|                              | Juan José Baz                    |                              | VII            | 1873 - 1875 |
| Vacante                      | Vacante                          | Vacante                      | VIII           | 1875 - 1878 |
|                              | Pedro Collantes                  |                              | IX             | 1878 - 1880 |
| Vacante                      | Vacante                          | Vacante                      | X              | 1880 - 1882 |
|                              | Enrique G. Mackintosh            |                              | XI XII         | 1882 - 1886 |
|                              | José Yves Limantour              |                              | XIII XIV XV    | 1886 - 1892 |
|                              | José María Gamboa                |                              | XVI XVII       | 1892 - 1896 |
| Vacante                      | Vacante                          | Vacante                      | XVIII          | 1896 - 1898 |
|                              | Julio M. Limantour               |                              | XIX XX         | 1898 - 1902 |
|                              | Luis G. Labastida                |                              | XXI XXII XXIII | 1902 - 1908 |
|                              | Julio M. Limantour               |                              | XXIV           | 1908 - 1910 |
|                              | Miguel Lanz Duret                |                              | XXV            | 1910 - 1912 |
|                              | Jorge Vera Estañol               |                              | XXVI           | 1912 - 1914 |
|                              | Félix F. Palavicini              |                              | Constituyente  | 1916 - 1917 |
|                              | Ernesto Aguirre Colorado         |                              | XXVII          | 1917 - 1918 |
|                              | Alfredo Rodríguez                | PLN                          | XXVIII         | 1918 - 1920 |
|                              | Jesús M. Garza                   |                              | XXIX           | 1920 - 1922 |
|                              | Luis G. Malváez                  |                              | XXX            | 1922 - 1924 |
|                              | Rafael Martínez de Escobar       |                              | XXXI           | 1924 - 1926 |
|                              | Samuel O. Yudico                 |                              | XXXII          | 1926 - 1928 |
|                              | Arturo de Saracho Valenzuela     | PO                           | XXXIII         | 1928 - 1930 |
|                              | Ismael Salas                     |                              | XXXIV          | 1930 - 1932 |
|                              | Vicente L. Benéitez              |                              | XXXV           | 1932 - 1934 |
|                              | Víctor Fernández Manero          |                              | XXXVI          | 1934 - 1937 |
|                              | Francisco Sotomayor Ruiz         |                              | XXXVII         | 1937 - 1940 |
|                              | Carlos M. Orlaineta              |                              | XXXVIII        | 1940 - 1943 |
|                              | J. Leonardo Flores Vázquez       |                              | XXXIX          | 1943 - 1946 |
|                              | Leobardo Wolstano Pineda         |                              | XL             | 1946 - 1949 |
|                              | J. Leonardo Flores Vázquez       |                              | XLI            | 1949 - 1952 |
|                              | José María Ruiz Zavala           |                              | XLII           | 1952 - 1955 |
|                              | Alfonso Sánchez Madariaga        |                              | XLIII          | 1955 - 1958 |
|                              | José María Ruiz Zavala           |                              | XLIV           | 1958 - 1961 |
|                              | Agustín Vivanco Miranda          |                              | XLV            | 1961 - 1964 |
|                              | Everardo Gamiz Fernández         |                              | XLVI           | 1964 - 1967 |
|                              | Gilberto Aceves Alcocer          |                              | XLVII          | 1967 - 1970 |
|                              | Raúl Gómez Pedroso Suzán         |                              | XLVIII         | 1970 - 1973 |
|                              | Hilario Punzo Morales            |                              | XLIX           | 1973 - 1976 |
|                              | Miguel Molina Herrera            |                              | L              | 1976 - 1979 |
|                              | Juan Araiza Cabrales             |                              | LI             | 1979 - 1982 |
|                              | Miguel Ángel Morado Garrido      |                              | LII            | 1982 - 1985 |
|                              | Rafael de Jesús Lozano Contreras |                              | LIII           | 1985 - 1988 |
|                              | Ramón Choreño Sánchez            |                              | LIV            | 1988 - 1991 |
|                              | Filiberto Paniagua García        |                              | LV             | 1991 - 1994 |
|                              | Francisco Martínez Rivera        |                              | LVI            | 1994 - 1997 |
|                              | Fernando Hernández Mendoza       |                              | LVII           | 1997 - 2000 |
|                              | Jesús López Sandoval             |                              | LVIII          | 2000 - 2003 |
|                              | Francisco Javier Carrillo        |                              | LIX            | 2003 - 2006 |
|                              | Maricela Contreras Julián        |                              | LX             | 2006 - 2009 |
|                              | César González Madruga           |                              | LXI            | 2009 - 2012 |
|                              | José Antonio Hurtado Gallegos    |                              | LXII           | 2012 - 2015 |
|                              | Patricia Aceves Pastrana         |                              | LXIII          | 2015 - 2018 |
|                              | Claudia López Rayón              |                              | LXIV           | 2018 - 2021 |
|                              | Karla Ayala Villalobos           |                              | LXV            | 2021 - 2024 |
|                              | Carlos Ulloa Pérez               |                              | LXVI           | 2024 - 2025 |
|                              | Irugami Perea Cruz               | 2025 -                       | LXVI           |             |

## Resultados electorales

### 2021
|  | 46.4773 % |

|  | 36.7216 % |

|  | 7.6249 % |

|  | 4.5202 % |

|  | 1.1293 % |

|  | 0.6736 % |

|  | 0.1314 % |

|  | 2.7212 % |

|  | 100.00 % |

### 2018
|  | 49.4873 % |

|  | 29.7843 % |

|  | 9.9583 % |

|  | 5.1720 % |

|  | 1.7690 % |

|  | 0.0966 % |

|  | 3.7321 % |

|  | 100.00 % |

### 2009
|  | 29.72 % |

|  | 16.51 % |

|  | 17.01 % |

|  | 7.72 % |

|  | 10.71 % |

|  | 2.59 % |

|  | 2.12 % |

|  | 0.80 % |

|  | 12.83 % |

|  | 100.00 % |

### 2006
|  | 34.15 % |

|  | 11.90 % |

|  | 44.10 % |

|  | 4.19 % |

|  | 4.02 % |

|  | 1.46 % |

|  | 100.00 % |